# Jimmy Dimmock
James Henry Dimmock (Edmonton, 5 dicembre 1900 – Edmonton, 23 dicembre 1972) è stato un calciatore inglese, di ruolo attaccante.

## Palmarès
- Coppa d'Inghilterra: 1

Tottenham: 1920-21
- Charity Shield: 1

Tottenham: 1921
- Campionato inglese di seconda divisione: 1

Tottenham: 1919-20